# Esso Express

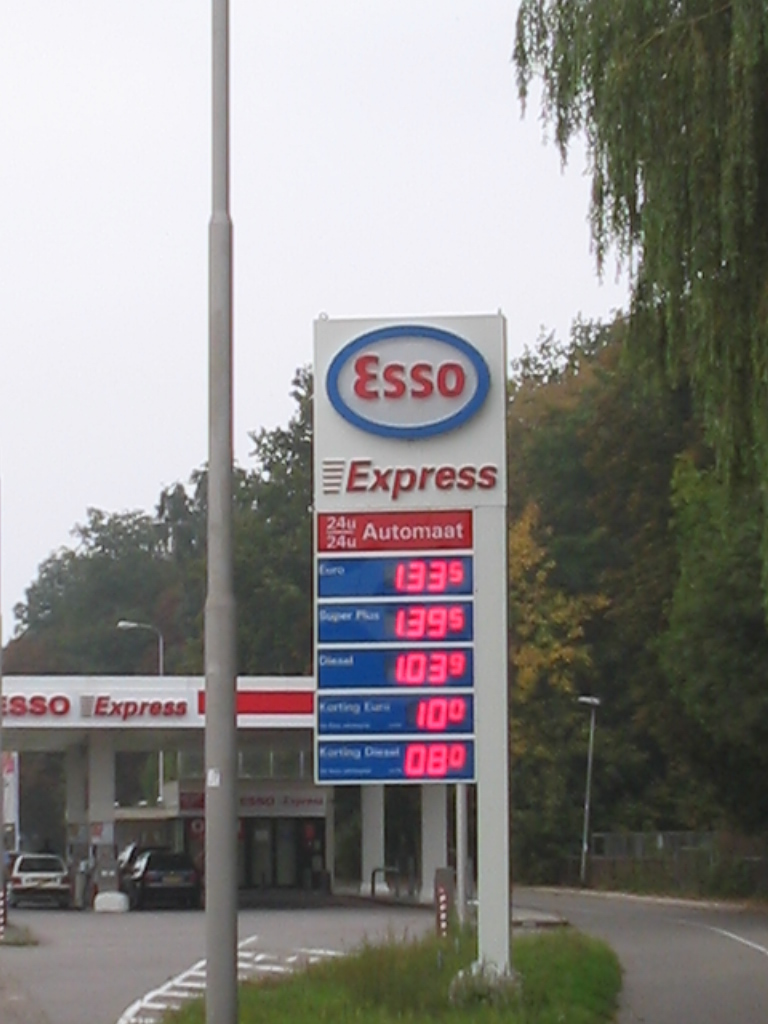
Esso Express

Esso Express is de merknaam van Esso die gevoerd wordt voor een keten van onbemande tankstations.
In Nederland werd het eerste onbemande stations van Esso in december 2002 in Roermond geopend.